# Semiothisa lamitaria
Semiothisa lamitaria är en fjärilsart som beskrevs av Dyar 1913. Semiothisa lamitaria ingår i släktet Semiothisa och familjen mätare. Inga underarter finns listade i Catalogue of Life.